# Edition Moderne
Edition Moderne ist ein Schweizer Comicverlag.
Edition Moderne wurde 1981 von Richard Bhend, Jürg Bodenmann, Wolfgang Bortlik und David Basler gegründet und hat seinen Sitz in Zürich. Im September 2019 haben Claudio Barandun und Julia Marti den Verlag übernommen. Der Verlag publiziert Comics und Graphic Novels in deutscher Sprache. 2021 wurde die Edition Moderne zum Schweizer Verlag des Jahres gekürt.

## Geschichte

### Anfänge
Der Verlag war zuerst kein reiner Comicverlag, sondern veröffentlichte auch Belletristik. Das erste Buch der Edition Moderne war 1981 der Fotoband Bilder aus Wohngemeinschaften, dessen ganze Auflage von 3'000 Exemplaren verkauft wurde.
1982 erschien mit Zig Zag Zoug der beiden Genfer Poussin und Aloys das erste Comicalbum. Bücher von Willem, José Antonio Muñoz, Carlos Sampayo, Jacques Tardi und Loustal folgen, ebenso Belletristik von Franz Jung, Albert Ehrenstein, Adrien Turel und Ernst Fuhrmann. Der Szeneroman Sauser von Andreas Niedermann wurde 1987 ein Erfolg und die Texte Die Walliser sowie Haute Route verhalfen Maurice Chappaz zu einem literarischen Comeback in der Schweiz.
Ebenfalls 1987 wurde die zuerst im Züritipp erschienene Serie S’Knüslis von Liz Sutter und Brigitte Fries (gleichzeitig das erste Album von Deutschschweizer Autoren) zum ersten Bestseller mit beinahe 10'000 verkauften Büchern. 1988 erschien Jacques Tardis 120, rue de la Gare in einer zweibändigen Ausgabe. 
1988 zog sich Bortlik aus dem operativen Geschäft zurück, blieb aber wie Bhend und Bodenmann im Verwaltungsrat der im selben Jahr neu gegründeten Aktiengesellschaft, Basler hielt die Aktienmehrheit. Am Ende der Dekade bestanden 27 lieferbare Titel und Edition Moderne wandelte sich zum Comic-Verlag.

### Ab 1990
Nach anfänglichen Schwierigkeiten durch den vorübergehenden Einbruch des Comicmarktes, erreichte der Verlag in den 1990er Jahren nach Eigenangaben rund 10’000 Leser. 1997 erschien der erste Zürich-by-Mike-Band von Mike van Audenhove, in den Folgejahren weitere Comics mit Zürcher Humor sowie ab 2002 ein Kalender. Bis 2011 wurden über 150'000 Bände verkauft.
2001 erschien von José Muñoz / Carlos Sampayo Alack Sinner: Trilogie. Ein weiterer Meilenstein war 2004 Persepolis von Marjane Satrapi (20'000 verkaufte Exemplare).
2008 wurden Bücher und Autorinnen der Edition Moderne an der Max-und-Moritz-Preisgala am Comic-Salon Erlangen mit drei Preisen ausgezeichnet. 2010 erschien mit Die fünfte Variable von Christophe Badoux ein weiterer Bestseller, der sich rund 15'000 Mal verkauft.

### Ab 2019
Im September 2019 haben die Schweizer Grafikdesigner Claudio Barandun und Julia Marti den Verlag übernommen. Seitdem hat der Verlag einen Neuanstrich bezüglich des Buchdesigns erfahren. Der Comickritiker Andreas Platthaus schrieb dazu: "Die neuen Chefs im Haus, Julia Marti und Claudio Barandun, machen gestalterisch alles selbst, und sie haben bereits nach zwei Jahren etwas geschafft, was man seit zwei Jahrzehnten, als Großverlage wie Suhrkamp oder Diogenes ihre graphischen Alleinstellungsmerkmale beim Buch-Design aufgaben, nicht mehr gesehen hat: Mut zur Individualität durch Wiedererkennbarkeit." Auch die Internetseite und die Buchvorschau, die nunmehr im Zeitungsformat erscheint, wurden neu gestaltet. Im Anschluss an die Arbeit von Claudio Barandun und Julia Marti wurde die Edition Moderne 2021 unter anderem zum Schweizer Verlag des Jahres gekürt. Im selben Jahr wurde der Verlag mit dem Schweizer Designpreis prämiert.

## Verlagsprogramm
Seit 2008 veröffentlicht der Verlag verstärkt Comic-Reportagen; begonnen wurde mit Der Fotograf von Emmanuel Guibert. Im Frühjahr 2012 gab das Verlagshaus drei Titeln aus dem Reportage-Segment heraus.
Aktuell erscheinen jährlich ca. zwölf neue Bücher, insgesamt wurden bislang mehr als 200 Bände veröffentlicht. Ein Schwerpunkt des Verlagsprogramms liegt auf Originalausgaben von deutschsprachigen Zeichnern und jungen Zeichnern aus dem Umfeld des von David Basler 1984 mitgegründeten Comicmagazins Strapazin.

## Rezeption
Anlässlich des 20-jährige Verlagsjubiläums schrieb die Aargauer Zeitung: "Verschiedene Auszeichnungen im In- und Ausland belegen den guten Riecher […] für innovative und gleichzeitig hochstehende Comickultur". Laut Zürichsee-Zeitung sei der Kleinverlag „die erste Adresse im deutschsprachigen Raum für grafisch anspruchsvolle Bildergeschichten“. Niemand habe laut Le Temps "soviel getan für den Deutschschweizer Comic" wie der "renommierte Comic-Verlag" (NZZ).
Der Tages-Anzeiger nannte den Verlag anlässlich des 25-jähriges Bestehens eine "erstklassige Adresse für künstlerischen Comics".

## Autoren
Der Kleinverlag veröffentlicht Werke national und international bekannter Autoren:
- international: Nine Antico, David B., Sheree Domingo, Olivier Kugler, Li Kunwu, Nicolas Mahler, Søren Glosimodt Mosdal, Hannes Neubauer, Marjane Satrapi, Frank Schmolke, Patrick Spät, Jacques Tardi, Emmanuel Guibert, Joe Sacco, Anke Feuchtenberger, Hendrik Dorgathen, Maximilien Le Roy, Mia Oberländer, Bernd Pfarr, Katz & Goldt, Mana Neyestani, Hannes Richert, Lotta Sjöberg.
- Schweiz: Mike Van Audenhove, Jan Bachmann, Christophe Badoux, Andrea Caprez, Marcel Gamma, Andreas Gefe, Matthias Gnehm, Reto Gloor, Thomas Ott, Isabel Peterhans, Kati Rickenbach, Anna Sommer, Pierre Thomé, Flurin von Salis, Pirmin Beeler, Andreas Kiener und Gion Capeder.[15]

Die Edition Moderne beschäftigt aktuell vier feste Mitarbeiter.

## Auszeichnungen
- 1990 Max-und-Moritz-Preis (Erlangen) für die Jacques-Tardi-Buchreihe (Beste deutsche Comic-Publikation)
- 1991 „Schönste Bücher aus aller Welt“ für den Band Y Cut an der Buchmesse Leipzig (Ehrendiplom)
- 1994 Max-und-Moritz-Preis (Erlangen) für Tödliche Spiele von Jacques Tardis
- 1996 Max-und-Moritz-Preis (Erlangen) für Thomas Ott
- 1998 Max-und-Moritz-Preis (Erlangen) für Bernd Pfarr
- 2000 Max-und-Moritz-Preis (Erlangen) für Geteilter Traum von Daniel Bosshart
- 2002 Max-und-Moritz-Preis (Erlangen) für José Munzoz (Lebenswerk)
- 2004 Max-und-Moritz-Preis (Erlangen) für Persepolis von Marjane Satrapi (Comic des Jahres)
- 2006 Max-und-Moritz-Preis (Erlangen) für Jacques Tardi (Lebenswerk)
- 2008 Max-und-Moritz-Preis (Erlangen) für Die heilige Krankheit von David B. (Bester Internationaler Comic)
- 2008 Max-und-Moritz-Preis (Erlangen) für Flaschko – Der Mann in der Heizdecke von Nicolas Mahler (Bester Comic-Strip)
- 2008 Max-und-Moritz-Preis (Erlangen) für Anke Feuchtenberger (Beste deutschsprachige Comic-Künstlerin)
- 2012 Max-und-Moritz-Preis (Erlangen) für Gaza von Joe Sacco (Bester Internationaler Comic)
- 2019 Rudolph-Dirks-Award (Dortmund) für Nachts im Paradies von Frank Schmolke (Experimentell / Alternativ)
- 2020 Rudolph-Dirks-Award (Dortmund) für Wir gehören dem Land von Joe Sacco (Reportage / Wissenschaft)
- 2020 Schweizer Kinder- und Jugendbuchpreis (Zürich) für 3 Väter von Nando von Arb (Graphic Novel)
- 2020 Max-und-Moritz-Preis (Erlangen) für David Basler (Spezialpreis der Jury)
- 2021 Schweizer Verlag des Jahres
- 2021 Schweizer Designpreis (Kategorie Designvermittlung)
- 2021 Geschwister-Scholl-Preis (München) für Wir gehören dem Land von Joe Sacco
- 2021 Comicbuchpreis der Berthold Leibinger Stiftung für Anna von Mia Oberländer
- 2022 Comicbuchpreis der Berthold Leibinger Stiftung für Madame Choi und die Monster von Sheree Domingo und Patrick Spät
- 2022 Max- und Moritz-Preis (Erlangen) für Melek + ich von Lina Ehrentraut (Bestes Debüt)